# Ганзургу
Ганзургу (фр. Ganzourgou) — одна з 45 провінцій Буркіна-Фасо. Знаходиться в області Центральне Плато, столиця провінції — Зорго. Площа Ганзургу — 4178 км².
Населення станом на 2006 рік — 319 830 осіб.

## Адміністративний поділ
Ганзургу підрозділяється на 8 департаментів.